# S/S Torö (1924)
Torö av Stockholm var ett svenskt last- och ångfartyg som minsprängdes den 12 december 1939 vid Falsterbo under gång i den så kallade neutralitetsleden. Besättningen räddades.

## Historik
Ångaren byggdes vid Kockums varv i Malmö, sjösattes i juni och levererades i augusti 1924 till Broströmkoncernens bolag, Ångbåts AB Ferm i Kristinehamn, och döptes till Fryken, efter den värmländska sjön. Fartyget fördes under många år utan nämnvärda haverier, men blev dock en gång påränd av en grekisk ångare i Pireus.
Fryken såldes 1936 till Rederi AB Rex i Stockholm och fick namnet Torö efter den största av de södra öarna i Stockholms skärgård. Torö förde en mängd laster av kvartsit från Malmö till Rönnskärsverken utanför Skellefteå och det var på en sådan resa som hon minsprängdes. Torö fraktade vissa år cirka 30 000 ton kvartsit upp till Norrland. På resan tillbaka till Malmö, före minsprängningen, hade den barlastade ångaren uppbringats av tyska örlogsfartyg och införts till Stettin. Efter tre veckors stillaliggande frigavs Torö.

## Minsprängningen
Torö avgick på morgonen den 12 december 1939 från Malmö med last av kvartsit till Rönnskärsverken och passerade neutralitetsleden runt Falsterbo under ledning av lots E. Strömberg. Vid 11-tiden på förmiddagen, då Torö befann sig i Kämpingebukten, exploderade en mina under fartyget med en dov knall. Vid explosionen slungades en man överbord, men han blev omedelbart upptagen av den danska skonaren Garibaldi, vilken befann sig i närheten. Babords livbåt blev hängande upp och ner och kunde ej användas. En del av besättningen gick i styrbords livbåt. Explosionen inträffade på grunt vatten och då man förstod att Torö stod på botten, varigenom den omedelbara faran var över, återvände besättningen från livbåten ombord på Torö. Besättningen fick därmed möjlighet att bärga en del av sina tillhörigheter. Genom marinens fartyg tillkallades per radio bärgningsångaren Diana från Trelleborg. Det visade sig omöjligt att bärga Torö, varför besättningen togs ombord på Diana och med Torös livbåtar på släp gick in till Trelleborg. Ingen av de ombordvarande hade skadats vid explosionen.
Torö hade sjunkit mitt i den livligt trafikerade neutralitetsleden. Genom sjögång och isskruvning förstördes vraket så småningom.